# 第10师团 (日本陆军)
第10师团，又称姬路师团，是大日本帝國陸軍的一个甲种师团，是日军在二战爆发前17个常备师团之一，装备精良，被日军作为现代化师团的样板。因师团长的更替，曾经先后被称作矶谷师团和篠塚师团。1937年就開始在中國戰場作戰，根據統計表，該師團自1937年9月中旬至1938年7月中旬總共在華戰死2,709人、戰傷8,505人。

## 师团基本数据
- 日军内部代称：铁兵團
- 编成时期：1898年10月1日
- 编成地：姬路 补给军区：姬路
- 投降时所属部队：第14方面軍
- 投降时所在地：吕宋岛（菲律宾）

## 兵员及军官
师团长原为的矶谷廉介中将，因在台儿庄战役中战败被罢免，由篠塚义男中将继任。

## 日俄戰爭
師團在日俄戰爭時為第4軍隷下部隊，參與遼陽會戰、沙河會戰、奉天會戰等戰役。

## 参加太平洋战争
1944年2月，第10师团分兵：一部被派往中太平洋，主力于7月前往南太平洋菲律宾的吕宋岛。第10师团归山下奉文大将的第14方面军的编制，1945年1月美军登陆部队厮杀约半年，美军依靠物资和火力的绝对优势毁灭性地打击了第10师团，该师团几乎崩溃，1945年8月15日无条件投降，但吕宋岛部分日军顽抗到9月2日。

## 歷代師團長
- 伏見宮貞愛親王：1898年（明治31年）10月1日
- 川村景明：1901年（明治34年）4月2日
- 安東貞美：1905年（明治38年）1月15日
- 小泉正保：1910年（明治43年）8月26日
- 松川敏胤：1912年（明治45年）1月14日
- 山口勝：1914年（大正3年）8月8日
- 尾野実信：1916年（大正5年）8月18日
- 金久保万吉：1918年（大正7年）8月9日
- 宇垣一成：1921年（大正10年）3月11日
- 神頭勝弥：1922年（大正11年）5月13日
- 福原佳哉：1924年（大正13年）2月4日
- 長谷川直敏：1926年（大正15年）3月2日
- 本庄繁：1928年（昭和3年）2月29日
- 広瀬寿助：1931年（昭和6年）8月1日
- 建川美次：1934年（昭和9年）6月28日
- 松浦淳六郎：1935年（昭和10年）12月2日
- 磯谷廉介：1937年（昭和12年）3月1日
- 篠塚義男：1938年（昭和13年）6月18日
- 佐々木到一：1939年（昭和14年）9月7日
- 十川二郎：1941年（昭和16年）3月1日
- 岡本保之：1944年（昭和19年）1月17日

## 部队组织
最初编制
- 第10师团
  - 第8旅团
    - 步兵第39联队
    - 步兵第40联队

  - 第33旅团
    - 步兵第10联队
    - 步兵第63联队
- 骑兵第10联队
- 野战炮兵第10联队
- 工兵第10联队
- 辎重第10联队
- 师团通讯队
- 师团卫生队
- 第1~4野战医院

最终编制
- 第10师团
- 步兵第10聯隊（岡山）
- 步兵第39聯隊（姫路）
- 步兵第63聯隊（松江）
- 骑兵第10联队
- 野战炮兵第10联队
- 工兵第10联队
- 辎重第10联队
- 师团通讯队

## 相關項目
- 大日本帝國陸軍師團列表
- 鬼塚喜八郎（ASICS Corporation(アシックス)創業者） 輜重兵第10連隊。於松代大本営終戦。